# Hymen (anatomie)
Het hymen of maagdenvlies is geen letterlijk vlies, maar een randje slijmvliesweefsel dat zich als een soort kraagje rond de ingang van de vagina bevindt als onderdeel van de vulva. Wanneer nog geen penetratie heeft plaatsgevonden is het hymen meestal sikkelvormig en dun en omspant gedeeltelijk de ingang van de inwendige geslachtsorganen. Afhankelijk van de elasticiteit en grootte kan door activiteiten zoals de inbrenging van een penis of een voorwerp als een seksspeeltje het hymen uitrekken of op een of meerdere plekken inscheuren en hierbij bloed afgeven. De benaming hymen komt van de god Hymen, de god van het huwelijk uit de Griekse mythologie. Het begrip wordt omgeven door mythen en misverstanden.

## Zes hymenale mythen
Over het hymen, of maagdenvlies, doen een aantal hardnekkige mythes de ronde, die alle onjuist zijn:
1. Het hymen is een vlies.
2. Een intact hymen bewijst dat er sprake is van maagdelijkheid en omgekeerd.
3. Het hymen scheurt altijd bij de eerste vaginale geslachtsgemeenschap, met bloedverlies tot gevolg.
4. Na onderzoek van het hymen kan een arts een schriftelijk bewijs van maagdelijkheid afgeven.
5. Onderzoek van het hymen kan bij verdenking van een zedenmisdrijf seksueel misbruik bevestigen of uitsluiten.
6. Een gescheurd maagdenvlies kan hersteld worden door een operatie.

## Functie
Het hymen is een overgebleven collectie van cellen dat zowel bij de mens als bij andere zoogdieren voorkomt, zoals bij katten, honden en olifanten. Bij geboorte is het hymen steviger en zorgt het voor bescherming van de vagina. Omdat jonge zoogdieren vaak incontinent zijn is het gevaar groot dat er urine en feces in de vagina terecht komen en voor ontsteking zullen zorgen. Zodra kinderen zindelijk worden wordt het hymen flexibeler en verliest het zijn functie.

## Geen vlies

Variaties van de grootte van het hymen, met de opening als grijze plek aangegeven. Rechtsonder hymen imperforatus, zonder opening

Het woord 'vlies' in de term maagdenvlies is een wat ongelukkige benaming en daarom wordt in de medische wereld de voorkeur gegeven aan hymen. Het hymen is namelijk niet dicht, want de uitscheiding die bij menstruatie vrijkomt kan er gemakkelijk doorheen. Bij hoge uitzondering komt het voor dat een hymen geheel gesloten is (hymen imperforatus). Dit is een medische afwijking die echter door een kleine medische ingreep (een sneetje) verholpen kan worden. Achter een gesloten hymen stapelt het bloed zich op, waardoor na enige tijd lichamelijke problemen ontstaan door een fikse hoeveelheid oud opgehoopt bloed.

## Geen bewijs
De naam maagdenvlies is gegeven omdat men dacht dat het hymen bij de eerste geslachtsgemeenschap inscheurde (ontmaagding of defloratie). Dit kan, maar in de meeste gevallen is het een flexibel randje dat oprekt. De dikte en stevigheid van het randje kan sterk uiteenlopen. Sommige meisjes zijn geheel zonder maagdenvlies geboren, anderen hebben een stugger vlies dat kan scheuren. Het hymen verdwijnt helemaal als de vrouw een baby heeft gebaard.
Bij seksueel misbruik van kinderen wordt de staat van het hymen vaak als bewijsmateriaal gebruikt om aan te tonen dat er geslachtsgemeenschap heeft plaatsgevonden. Uit onderzoek blijkt echter dat de vorm van het hymen kan veranderen tussen de geboorte en de leeftijd van één jaar. Er zijn ook gevallen bekend waarbij de dader bekend heeft en 48 uur na het seksueel misbruik bij het meisje geen sporen meer te zien waren. De vagina is goed doorbloed en verwondingen herstellen heel snel. Het is daarom voor dokters niet mogelijk om het verschil te bepalen tussen een maagd of niet maagd. Alleen als de vaginaopening afgesloten wordt of te klein is om een penis door te laten, kan met zekerheid gezegd worden dat een meisje maagd is. Sommige mannen denken dat ze kunnen voelen of een vrouw maagd is. De vagina van een maagd zou strakker zijn. De strakheid van een vagina is afhankelijk van in hoeverre een vrouw haar bekkenbodemspieren aanspant en getraind heeft.

## Rol in culturen
In sommige culturen komt het voor dat na de eerste seksuele betrekkingen het bloed op het laken getoond wordt aan de familieleden, als bewijs dat de pas getrouwde vrouw nog maagd was als teken van kuisheid. Dit wordt waarschijnlijk bedoeld in Deuteronomium 22:15.
Het al dan niet bloeden tijdens de ontmaagding is geen maatstaf voor de maagdelijkheid van de vrouw. Ongeveer de helft van de vrouwen bloedt niet als ze voor het eerst gemeenschap heeft met een man. Dit geeft bij vrouwen soms problemen (verstoting, eerwraak). Er zijn daarom manieren om de schijn van bloedverlies na te maken. Het gebruik van de carmijnpil (een pil met nepbloed die een vrouw van tevoren in kan brengen), een sneetje in de vinger of het met de pil plannen van de menstruatie.
Anderzijds kan ook bij de tweede of derde geslachtsgemeenschap de vrouw bloed verliezen. De vagina is goed doorbloed en als een vrouw te gespannen is of niet opgewonden en vochtig genoeg ontstaan er makkelijk schaafwondjes aan de wanden van de vagina. En natuurlijk kan menstruatie ook een oorzaak zijn van bloedverlies.

## Hymenoplastie
Met plastische chirurgie is het mogelijk om het hymen te "reconstrueren". Dergelijke reconstructie, ook wel hymenoplastie of hymenorraphie genoemd, gebeurt niet alleen in landen waar maagdelijkheid een vereiste is om te trouwen, maar ook in Oosterse landen waar men in het prostitutienetwerk geld verdient met het ter beschikking stellen van zulke nep-maagden. Bij zo'n operatie wordt het hymen strakker gemaakt om het te laten bloeden bij geslachtsverkeer.